# Axwell
Axwell, artiestennaam van Axel Hedfors (Lund, 18 december 1977), is een Zweedse dj en muziekproducent. Hij is onderdeel van de dj-driemansgroep Swedish House Mafia en vormt daarnaast met Sebastian Ingrosso het duo Axwell Λ Ingrosso.

## Achtergrond
Hedfors werd op 18 december 1977 geboren in Lund, Zweden. Zijn internationale doorbraak als dj kwam er in 2005 met de hitsingle Feel the vibe  (til the morning comes). Daarna scoorde hij ook hits met nummers als I found U (2007) en What a wonderful world (2008). Samen met Steve Angello, met wie hij deel uitmaakt van Swedish House Mafia, vormde Axwell tevens het duo Supermode.

## Discografie

### Albums
| Album met eventuele hitnotering(en) in de Nederlandse Album Top 100 | Datum van verschijnen | Datum van binnenkomst | Hoogste positie | Aantal weken | Opmerkingen                    |
| ------------------------------------------------------------------- | --------------------- | --------------------- | --------------- | ------------ | ------------------------------ |
| More than you know                                                  | 2017                  | 20-01-2018            | 90              | 5            | als deel van Axwell Λ Ingrosso |

| Album met hitnotering(en) in de Vlaamse Ultratop 200 albums | Datum van verschijnen | Datum van binnenkomst | Hoogste positie | Aantal weken | Opmerkingen                    |
| ----------------------------------------------------------- | --------------------- | --------------------- | --------------- | ------------ | ------------------------------ |
| More than you know                                          | 2017                  | 14-07-2018            | 111             | 8            | als deel van Axwell Λ Ingrosso |

### Singles
| Single met eventuele hitnotering(en) in de Nederlandse Top 40 | Datum van verschijnen | Datum van binnenkomst | Hoogste positie | Aantal weken | Opmerkingen                                                                      |
| ------------------------------------------------------------- | --------------------- | --------------------- | --------------- | ------------ | -------------------------------------------------------------------------------- |
| Feel the vibe (til the morning comes)                         | 2005                  | 07-01-2006            | 34              | 3            | Nr. 62 in de Single Top 100 / Dancesmash op Radio 538                            |
| Watch the sunrise                                             | 2006                  | -                     |                 |              | Nr. 89 in de Single Top 100                                                      |
| Get dumb                                                      | 2007                  | -                     |                 |              | met Ingrosso, Angello & Laidback Luke / Nr. 45 in de Single Top 100              |
| I found U                                                     | 2007                  | 25-08-2007            | 14              | 8            | met Max'C / Nr. 10 in de Single Top 100                                          |
| It's true                                                     | 21-04-2008            | 05-04-2008            | tip14           | -            | met Sebastian Ingrosso & Salem Al Fakir / Nr. 64 in de Single Top 100            |
| What a wonderful world                                        | 2008                  | 30-08-2008            | 18              | 5            | met Bob Sinclar & Ron Carroll / Nr. 14 in de Single Top 100                      |
| Open your heart                                               | 2008                  | 08-11-2008            | tip6            | -            | met Dirty South & Rudy / Nr. 21 in de Single Top 100                             |
| Leave the world behind                                        | 01-04-2009            | -                     |                 |              | met Ingrosso, Angello, Laidback Luke & Deborah Cox / Nr. 75 in de Single Top 100 |
| Nothing but love                                              | 09-08-2010            | 28-08-2010            | tip6            | -            | Nr. 91 in de Single Top 100                                                      |
| Resurrection (Axwell Remix)                                   | 2011                  | 18-02-2012            | tip2            | -            | met Michael Calfan / Nr. 67 in de Single Top 100                                 |
| In my mind (Axwell Remix)                                     | 2012                  | 12-07-2012            | 37              | 2            | met Ivan Gough, Feenixpawl & Georgi Kay / Nr. 51 in de Single Top 100            |
| I am                                                          | 2014                  | 18-01-2014            | tip18           | -            | met Sick Individuals & Taylr Renee                                               |
| Something new                                                 | 2014                  | 20-12-2014            | tip2            | -            | als deel van Axwell Λ Ingrosso                                                   |
| On my way                                                     | 2015                  | 02-05-2015            | 34              | 3            | als deel van Axwell Λ Ingrosso / Nr. 82 in de Single Top 100                     |
| Sun is shining                                                | 2015                  | 08-08-2015            | 6               | 20           | als deel van Axwell Λ Ingrosso / Nr. 8 in de Single Top 100                      |
| Mantra (Axwell cut)                                           | 2016                  | 11-06-2016            | tip15           | -            | met Michael Feiner                                                               |
| I love you                                                    | 2016                  | 18-03-2017            | 30              | 10           | als deel van Axwell Λ Ingrosso, met Kid Ink / Nr. 56 in de Single Top 100        |
| More than you know                                            | 2017                  | 10-06-2017            | 3               | 25           | als deel van Axwell Λ Ingrosso / Nr. 14 in de Single Top 100                     |
| Dreamer                                                       | 2017                  | 06-01-2018            | 12              | 23           | als deel van Axwell Λ Ingrosso, met Trevor Guthrie / Nr. 38 in de Single Top 100 |
| Dancing alone                                                 | 2018                  | 07-07-2018            | tip9            | -            | als deel van Axwell Λ Ingrosso & Rømans                                          |

| Single met hitnotering(en) in de Vlaamse Ultratop 50 | Datum van verschijnen | Datum van binnenkomst | Hoogste positie | Aantal weken | Opmerkingen                                        |
| ---------------------------------------------------- | --------------------- | --------------------- | --------------- | ------------ | -------------------------------------------------- |
| Feel the vibe (til the morning comes)                | 2005                  | 29-10-2005            | tip3            | -            |                                                    |
| I found U                                            | 2007                  | 25-08-2007            | tip9            | -            | met Max'C                                          |
| What a wonderful world                               | 2008                  | 13-09-2008            | tip9            | -            | met Bob Sinclar & Ron Carroll                      |
| Leave the world behind                               | 2009                  | 01-08-2009            | tip14           | -            | met Ingrosso, Angello, Laidback Luke & Deborah Cox |
| Nothing but love                                     | 2010                  | 21-08-2010            | tip35           | -            |                                                    |
| Heart is king                                        | 25-04-2011            | 11-06-2011            | tip40           | -            |                                                    |
| In my mind (Axwell Remix)                            | 2012                  | 12-07-2012            | tip33           | -            | met Ivan Gough, Feenixpawl & Georgi Kay            |
| Center of the universe                               | 2013                  | 15-06-2013            | tip13           | -            |                                                    |
| Roar                                                 | 2013                  | 15-06-2013            | tip64           | -            | met Sebastian Ingrosso                             |
| I am                                                 | 2014                  | 01-02-2014            | tip42           | -            | met Sick Individuals & Taylr Renee                 |
| Something new                                        | 2014                  | 13-12-2014            | tip13           | -            | als deel van Axwell Λ Ingrosso                     |
| On my way                                            | 2015                  | 28-03-2015            | tip78           | -            | als deel van Axwell Λ Ingrosso                     |
| Sun is shining                                       | 2015                  | 01-08-2015            | 8               | 18           | als deel van Axwell Λ Ingrosso                     |
| This time                                            | 2015                  | 21-11-2015            | tip26           | -            | als deel van Axwell Λ Ingrosso                     |
| Dream bigger                                         | 2016                  | 21-05-2016            | tip             | -            | als deel van Axwell Λ Ingrosso                     |
| Thinking about you                                   | 2016                  | 18-06-2016            | tip             | -            | als deel van Axwell Λ Ingrosso                     |
| I love you                                           | 2016                  | 18-02-2017            | tip30           | -            | als deel van Axwell Λ Ingrosso, met Kid Ink        |
| Renegade                                             | 2017                  | 27-05-2017            | tip             | -            | als deel van Axwell Λ Ingrosso                     |
| More than you know                                   | 2017                  | 08-07-2017            | 4               | 24           | als deel van Axwell Λ Ingrosso                     |
| Make your mind up                                    | 2017                  | 28-10-2017            | tip             | -            | met Pauls Paris, New_ID & Moses York               |
| Dreamer                                              | 2017                  | 16-12-2017            | tip2            | -            | als deel van Axwell Λ Ingrosso, met Trevor Guthrie |
| Dancing alone                                        | 2018                  | 07-07-2018            | tip41           | -            | als deel van Axwell Λ Ingrosso & Rømans            |
| Nobody else                                          | 2018                  | 15-12-2018            | tip             | -            |                                                    |
| Don't worry                                          | 2019                  | 20-07-2019            | tip             | -            | met Redfield                                       |

### Overige singles
- Funkboy (1999)
- Jazz player (2000)
- Pull over (2000)
- Black pony (2002, met StoneBridge als Playmarker)
- Lead guitar (2002)
- Burning (2002, met Robbie Rivera)
- Burning - The remixes (2003, met Robbie Rivera)
- High energy (2003, feat. Evelyn Thomas)
- Wait a minute (2003, met Nevada Cato)
- Feel the vibe (2004, feat. Errol Reid)
- Feel the vibe (Til the morning comes) (2005, feat. Errol Reid & Tara McDonald)
- Together (2005, met Sebastian Ingrosso feat. Michael Feiner)
- Watch the sunrise (2005, feat. Steve Edwards)
- Submariner (2007)
- Nothing but love (2010, feat. Errol Reid)
- Center of the universe (2013, met Magnus Carlsson)
- Waiting for so long (Gloria) (2015)
- Barricade (2016)
- Belong (2016, met Shapov)

- Bibsys: 9028870
- Bibliothèque nationale de France: cb150392962 (data)
- Gemeinsame Normdatei: 135315786
- International Standard Name Identifier: 0000 0000 5521 2255
- Library of Congress Control Number: no2006008177
- MusicBrainz: 4539050e-e355-4c39-bdfa-e74cb67ce365
- Nationale Bibliotheek van Tsjechië: xx0152785
- Nederlandse Thesaurus van Auteursnamen: 433892250
- LIBRIS: 367601
- Système universitaire de documentation: 158164113
- Virtual International Authority File: 47046000